# Karl Vogelsang (Geologe)
Karl Vogelsang (* 2. August 1866 in Bonn; † 16. März 1920 in Eisleben) war ein deutscher Geologe und Oberberg- und Hüttendirektor, der während der auf den Kapp-Putsch folgenden Unruhen von aufständischen Arbeitern ermordet wurde.

## Herkunft und Ausbildung
Karl Vogelsang war der Sohn des Professors für Geologie und Bergbaukunde Hermann Vogelsang und trat nach dem Abitur als Bergbaubeflissener in den Staatsdienst ein. Einer praktischen Tätigkeit auf Mansfelder Kupferschieferbergwerken, auf Braunkohlebergwerken in Sachsen und auf Eisenerzbergwerken im Siegerland folgte das Studium an der Universität in Bonn, an der Bergakademie Berlin sowie an der Universität Leipzig. Am 10. Juli 1889 legte er am Königlichen Oberbergamt zu Bonn das Bergreferendar-Examen ab, ein Jahr später wurde er in Leipzig mit einer Arbeit über Beiträge zur Kenntniss der Trachyte und Basalte der Eifel zum Dr. phil. promoviert und am 15. Dezember 1894 bestand er das Assessorexamen.

## Auslandsreisen
Im Auftrag der Mansfeldschen Gewerkschaft unternahm Vogelsang 1890/91 eine fünfmonatige Reise in die Vereinigten Staaten, um die Kupferdistrikte am Oberen See, in Montana und Arizona kennenzulernen. Bei einer weiteren Reise begutachtete er im Auftrag englischer Gesellschaften die Goldbergwerksdistrikte in Australien. Nach seiner Rückkehr war er im Bergbaurevier Aachen tätig. Von dort aus führten ihn weitere bergmännische Exkursionen nach Schweden und in den Ural. Im Jahr 1897 wurde Vogelsang als „Hilfsarbeiter“ zur Bergwerksdirektion Saarbrücken versetzt und ließ sich zwei Jahre später aus dem Staatsdienst beurlauben. Im Auftrag einer englisch-belgischen Gesellschaft reiste er nach China, um die dortigen bergbaulichen Verhältnisse zu studieren und kehrte erst Ende 1900 nach Deutschland zurück. Über die Erkenntnisse seiner Studien legte er mehrere Publikationen vor – unter anderem gemeinsam mit Karl Schmeißer – die teilweise umgehend ins Englische übersetzt wurden.

## Weiteres Wirken
1901 wurde Vogelsang wieder in den Staatsdienst berufen, war in der Königlichen Berginspektion Staßfurt tätig und wurde dort 1901 zum Berginspektor und 1903 zum Bergwerksdirektor ernannt. Bei einem schweren Grubenunglück im Sommer 1902 im Kalibergwerk Ludwig 2 in Leopoldshall waren zahlreiche Bergleute verschüttet worden; fünfundzwanzig von ihnen fanden den Tod. An der Rettung der Überlebenden aus dem eingefallenen und brennenden Schacht hatte Vogelsang, der unter Tage die Rettungs- und Bergungshilfe leitete, maßgeblichen Anteil. Für sein selbstloses Engagement wurde er mit der Rettungsmedaille am Bande ausgezeichnet.
Im Jahr 1904 wurde Vogelsang die Leitung der Königlichen Berginspektion Bleicherode übertragen, doch schon 1906 verließ er den Staatsdienst endgültig, um als Generaldirektor die Leitung der Gewerkschaft Glückauf in Sondershausen zu übernehmen. Weitere zwei Jahre später trat er in den Dienst der Mansfeldschen Kupferschieferbauenden Gewerkschaft, wo er die Reorganisation des gesamten Kupferschieferbergbaus sowie des Hüttenwesens zu verantworten hatte. Die zweite Hälfte des Jahres 1912 führte Vogelsang erneut auf eine mehrmonatige Reise in die Vereinigten Staaten, wo er die dortigen Hüttenanlagen, insbesondere die neue Methode der Wassermantelöfen, studierte.
Im Ersten Weltkrieg wurde Vogelsang bereits im August 1914 als Hauptmann eines Landsturmbataillons einberufen. Um jedoch die Kupferproduktion im Mansfelder Gebiet während des Krieges auf hohem Niveau aufrechterhalten zu können, wurde er schon zum 1. August 1915 wieder aus der Armee entlassen und kehrte an seine bisherige Wirkungsstätte zurück.

## Privates Engagement
Vogelsang widmete sich in besonderem Maße der systematischen Ordnung deutscher Ausbau- und Bergwerksmünzen sowie Bergwerksmedaillen. Seine Privatsammlung galt seinerzeit als die größte auf diesem Gebiet.

## Tod
Im Zuge der Aufstände gegen den Kapp-Putsch erschienen in der Nacht zum 16. März 1920 mehrere bewaffnete Arbeiter des so genannten Eislebener Aktionsausschusses vor der Dienstvilla Vogelsangs und forderten die Herausgabe eines Pkw. Auf den vom Personal herbeigerufenen Vogelsang gaben sie mehrere Schüsse ab, von denen ihn zwei tödlich trafen. Seine letzte Ruhe fand er auf dem Friedhof in Eisleben, wo ihn die Mansfelder Gewerkschaft 1922 mit einem großen Grabdenkmal ehrte.
Drei der Täter wurden am 5. Juli 1920 vor dem Schwurgericht in Halle wegen „schwerer Körperverletzung unter Anwendung von Waffen mit Todesfolge“ zu Haftstrafen verurteilt. Der Haupttäter, der zur Tatzeit 24 Jahre alte Werkmeister Otto Koch, nahm sich am 4. April 1927 das Leben, nachdem er zuvor seine Wirtschafterin erschossen hatte.

## Auszeichnungen
- 1901: Landwehrdienstauszeichnung 2. Klasse
- 1902: Rettungsmedaille am Bande
- 1903: China-Denkmünze aus Stahl
- 1906: Fürstlich Schwarzburgischer Bergrat
- 1911: Roter Adlerorden 4. Klasse
- 1915: Dr.-Ing. h. c.
- 1915: Eisernes Kreuz am weißen Bande mit schwarzer Einfassung

## Ehrungen
Nach Karl Vogelsang wurden benannt:
- 1920: die Siedlung Vogelsang in Hamm-Heessen,
- 1920: Vogelsang, eine Straße in Hamm-Heessen,
- 1922: die größte der vier Bergwerksbahnbrücken zum Wolfschacht bei Volkstedt.

## Werke (Auswahl)
- Beiträge zur Kenntniss der Trachyte und Basalte der Eifel, J. F. Starcke, Berlin 1890.
- zusammen mit Karl Schmeißer: Die Goldfelder Australasiens, Dietrich Reimer, Berlin 1897.
- The Gold-Fields of Australasia, übersetzt von Henry Louis, Macmillan & Co., London 1898.
- Reisen im nördlichen und mittleren China. II. Reise durch das Gebirgsland des Ta-pa-shan (Provinzen Hupeh, Shensi und Szechuan).  In: Dr. A. Petermann’s Mitteilungen aus Justus Perthes' Geographischer Anstalt, H. Haack, Gotha, 50. Jg., 1904, S. 11ff.